# Kvickbaggar
Kvickbaggar (Anthicidae) är en familj i ordningen skalbaggar som i utseende liknar myror.

## Beskrivning
Dessa skalbaggar har ett litet huvud och smala antenner samt extremiteter.
De är allätare och livnär sig bland annat av leddjur, pollen och svampar. Några arter anses som nyttiga på grund av att de äter larver och ägg av skadeinsekter.
Även larverna är allätare och äter främst samma ämnen som de vuxna exemplaren. Bara larver av släktet Notoxus äter även sötpotatis.

## Systematik
I Europa finns cirka 400 arter fördelade på 23 släkten och fyra underfamiljer. Över hela världen förekommer ungefär 100 släkten med tillsammans cirka 3 000 arter.